# LunarStorm
LunarStorm ist möglicherweise die weltweit erste Online-Community und wird von der Firma LunarWorks aus Varberg (Schweden) betrieben. Die Website ist in Schweden äußerst populär – etwa 4 Millionen besuchen sie im Monat, bei einer Bevölkerung von 9 Millionen. Bis 2007 gab es auch einen Ableger in Großbritannien und Dänemark. Die Community konzentriert sich speziell auf Jugendliche.
Der Vorgänger von LunarStorm hieß „StajlPlejs“ und war seit etwa 1996 online. LunarStorm ist offiziell seit dem 1. Januar 2000 im Netz. Der Gründer der Site heißt Rickard. Er lebt in Tvååker in Halland, Schweden.